# Nationaal park Pyhä-Häkki
Nationaal park Pyhä-Häkki (Fins: Pyhä-Häkin kansallispuisto/ Zweeds: Pyhä-Häkki nationalpark) is een nationaal park in Keski-Suomi in Finland. Het park werd opgericht in 1956 en is 13 vierkante kilometer groot. Het landschap bestaat uit bossen en venen. Het oerbos bestaat uit grove den, fijnspar, ruwe berk, zachte berk. 